# Liza Weil
Liza Weil (Passaic (New Jersey), 5 juni 1977) is een Amerikaanse actrice.
Ze spendeerde veel van haar kinderjaren reizend door Europa met het comedygezelschap van haar ouders. Omdat ze opgroeide in een sfeer van optreden, was het geen verrassing dat ze een interesse voor acteren ontwikkelde. De familie vestigde zich in Lansdale, Pennsylvania. Ze begon te pendelen naar New York voor professionele audities. Ze begon op het podium, trad op off-Broadway in New York en in regionale producties in Philadelphia.
Weil maakte haar speelfilmdebuut met een hoofdrol in het drama Whatever. Ze kwam ook voor in de Thriller Stir of Echoes met Kevin Bacon en het onafhankelijke drama My Baby's Gone. Haar meest recente rol was in de Amerikaanse televisieserie How to Get Away with Murder.
Een verhuizing naar Los Angeles bracht Weils televisiecarrière in beweging; ze kreeg al snel gastrollen in The West Wing en ER. In ER speelde ze de vrouw van een schizofreen. Ze veroorzaakte een lek in het Witte Huis als een assistente in The West Wing. Ook heeft ze een gastrol gehad in een aflevering van Law & Order: Special Victims Unit als een verkrachtingsslachtoffer. Ook speelde ze de rol van Paris Geller in de televisieserie Gilmore Girls.